# النوفلية
النوفلية بلدة في وادي العقر من ارض سرت، وتقع شرق سرت بحوالي 127 كم،  تبعد البلدة عن البحر إلى الجنوب بحوالي 15 كم.